# Kaffe
Kaffe (en búlgaro: Каффе) fue una banda búlgara de jazz que representó a su país en el Festival de la Canción de Eurovisión 2005 con la canción «Lorraine». Durante los últimos años, Kaffe se ha convertido en una de las bandas más populares de Bulgaria, ya que han obtenido bastante éxito con canciones como «There Again», «Isn't it Love», «No More» y especialmente, «Instead Of Me», que llegó hasta el puesto #1. En 2004, el sexteto fue galardonado como "Banda del Año".
Está compuesto por Orlin Pavlov (voz), Georgi Yanev (guitarra), Milen Кuкоshаrоv (teclados), Valery Tzenkov (batería), Martin Tashev (trompeta), Veselin Veselinov-Eko (bajo).

## Festival de la Canción de Eurovisión 2005
La participación del grupo en el Festival de Eurovisión 2005, celebrado en la ciudad de Kiev, Ucrania, marcó el debut Bulgaria en el Festival de la Canción de Eurovisión con la canción «Lorraine». Obtuvieron 49 puntos y la decimonovena posición en la semifinal, quedando fuera de la final.